# Protocole facultatif au Pacte international relatif aux droits économiques, sociaux et culturels
Le Protocole facultatif se rapportant au Pacte international relatif aux droits économiques, sociaux et culturels est un traité international établissant des mécanismes de plainte et d'enquête pour le Pacte international relatif aux droits économiques, sociaux et culturels. Il est adopté par l'Assemblée générale des Nations unies le 10 décembre 2008 et ouvert à la signature le 24 septembre 2009. En février 2024, le Protocole compte 46 signataires et 28 États parties. Il est entré en vigueur le 5 mai 2013.

## Genèse
En 1966, l'Assemblée générale des Nations unies adopte le Pacte international relatif aux droits économiques, sociaux et culturels. Le Pacte oblige ses parties à reconnaître et à mettre en œuvre progressivement les droits économiques, sociaux et culturels (en), y compris le droit au travail et le droit à la santé, le droit à l'éducation, droit à la sécurité sociale et le droit à un niveau de vie suffisant, mais ne prévoit aucun mécanisme par lequel ces obligations pourraient être légalement appliquées.
Les travaux sur un mécanisme de plaintes individuelles commencent en 1990, en vue d'élaborer un protocole facultatif similaire à ceux des autres instruments des droits de l'homme des Nations unies. Le développement est encouragé par la Conférence mondiale sur les droits de l'homme de 1993, qui a recommandé à la Commission des droits de l'homme et au CESCR de "poursuivre l'examen des protocoles facultatifs" au PIDESC.
Le CESCR présente le premier projet de protocole facultatif en 1997. En 2002, le comité crée un groupe de travail à composition non limitée pour poursuivre le développement. En 2006, le Conseil des droits de l'homme des Nations unies charge le groupe de travail à composition non limitée de négocier formellement un projet de texte. Les négociations sont achevées en avril 2008 et le Protocole facultatif qui en résulte est officiellement adopté par l'Assemblée générale des Nations unies le 10 décembre 2008. Il a été ouvert à la signature le 24 septembre 2009.

## Contenu
Le Protocole facultatif établit un mécanisme de plaintes individuelles pour le Pacte similaire à ceux du premier protocole facultatif au Pacte international relatif aux droits civils et politiques, du protocole facultatif à la Convention relative aux droits des personnes handicapées et de l'article 14 de la Convention internationale sur l'élimination de toutes les formes de discrimination raciale. Les Parties conviennent de reconnaître la compétence du Comité des droits économiques, sociaux et culturels (en) pour examiner les plaintes d'individus ou de groupes qui prétendent que leurs droits en vertu du Pacte ont été violés. Les plaignants doivent avoir épuisé tous les recours internes, et les plaintes anonymes et les plaintes faisant référence à des événements survenus avant que le pays concerné n'adhère au Protocole facultatif ne sont pas autorisées. Le comité peut demander des informations et faire des recommandations à une partie. Les parties peuvent également choisir de permettre au comité d'entendre les plaintes d'autres parties, plutôt que de simples particuliers.
Le protocole comprend également un mécanisme d'enquête. Les Parties peuvent permettre au comité d'enquêter, de faire rapport et de faire des recommandations sur les "violations graves ou systématiques" du Pacte. Les parties peuvent renoncer à cette obligation lors de la signature ou de la ratification.
Le Protocole facultatif nécessitait dix ratifications pour entrer en vigueur.